# Торитама
Торитама (порт. Toritama) — муниципалитет в Бразилии, входит в штат Пернамбуку. Составная часть мезорегиона Сельскохозяйственный район штата Пернамбуку. Входит в экономико-статистический микрорегион Алту-Капибариби. Население составляет 32 169 человек (2008 год). Занимает площадь 31 км². Плотность населения — 964 чел./км².
Праздник города — 29 декабря.

## История
Город основан в 1953 году.

## География
Климат местности: полупустыня.